# 330-ті
Столиця Римської імперії за наказом Костянтина Великого переноситься у Новий Рим. Після смерті імператора в 337, йому наслідують сини Костянтин II, Констанцій II та Констант I.
У Китаї правління династії Цзінь. В Індії починається період імперії Гуптів.  В Японії триває період Ямато. У Персії править династія Сассанідів.
На території лісостепової України Черняхівська культура. У Північному Причорномор'ї готи й сармати.

## Події
- 340 року Костянтин II загинув у війні проти брата Константа.
- Християнський світ розколотий між прихильниками й противниками аріанства. На Сході імперії перемагають прихильники, яких підтримує Констанцій II, на Заході — противники, яких підтримує Констант.